# 115-й меридіан східної довготи
115-й меридіан східної довготи — лінія довготи, що лежить на 115 градусів східніше Гринвіцького меридіана. Вона проходить від Північного полюса через Північний Льодовитий океан, Азію, Індійський океан, Австралазію, Південний океан та Антарктиду до Південного полюса.
115-й меридіан східної довготи формує велике коло разом із 65-тим меридіаном західної довготи.
115-й меридіан східної довготи є західною межею Без'ядерної зони у південній частині Тихого океану (згідно з Раротонзьким договором).

## Список географічних об'єктів, що перетинає 115° сх. д.
Починаючи на Північному полюсі та рухаючись до Південного полюса, 115-й меридіан східної довготи проходить через:
| Координати                                                   | Країна, територія або море | Примітки |
| ------------------------------------------------------------ | -------------------------- | --- |
| 90°0′ пн. ш. 115°0′ сх. д. / 90.000° пн. ш. 115.000° сх. д.  | Північний Льодовитий океан | |
| 78°56′ пн. ш. 115°0′ сх. д. / 78.933° пн. ш. 115.000° сх. д. | Море Лаптєвих              | |
| 73°38′ пн. ш. 115°0′ сх. д. / 73.633° пн. ш. 115.000° сх. д. | Росія                      | |
| 50°11′ пн. ш. 115°0′ сх. д. / 50.183° пн. ш. 115.000° сх. д. | Монголія                   | |
| 45°24′ пн. ш. 115°0′ сх. д. / 45.400° пн. ш. 115.000° сх. д. | КНР                        | Внутрішня Монголія Хебей Хенань Шаньдун Хенань Аньхой — приблизно на 18 км Хенань Хубей Цзянсі Гуандун                |
| 22°42′ пн. ш. 115°0′ сх. д. / 22.700° пн. ш. 115.000° сх. д. | Південнокитайське море     | Проходить через спірні острови Спратлі                                                                                |
| 5°2′ пн. ш. 115°0′ сх. д. / 5.033° пн. ш. 115.000° сх. д.    | Бруней                     | Проходить через острів Калімантан                                                                                     |
| 4°53′ пн. ш. 115°0′ сх. д. / 4.883° пн. ш. 115.000° сх. д.   | Малайзія                   | Проходить через острів Калімантан Саравак                                                                             |
| 2°22′ пн. ш. 115°0′ сх. д. / 2.367° пн. ш. 115.000° сх. д.   | Індонезія                  | Проходить через острів Калімантан Північний Калімантан Східний Калімантан Центральний Калімантан Південний Калімантан |
| 4°1′ пд. ш. 115°0′ сх. д. / 4.017° пд. ш. 115.000° сх. д.    | Яванське море              | |
| 7°17′ пд. ш. 115°0′ сх. д. / 7.283° пд. ш. 115.000° сх. д.   | Балійське море             | |
| 8°10′ пд. ш. 115°0′ сх. д. / 8.167° пд. ш. 115.000° сх. д.   | Індонезія                  | Проходить через острів Балі                                                                                           |
| 8°32′ пд. ш. 115°0′ сх. д. / 8.533° пд. ш. 115.000° сх. д.   | Індійський океан           | |
| 21°27′ пд. ш. 115°0′ сх. д. / 21.450° пд. ш. 115.000° сх. д. | Австралія                  | Західна Австралія — проходить через острів Тевенард[en]                                                               |
| 21°28′ пд. ш. 115°0′ сх. д. / 21.467° пд. ш. 115.000° сх. д. | Індійський океан           | |
| 21°41′ пд. ш. 115°0′ сх. д. / 21.683° пд. ш. 115.000° сх. д. | Австралія                  | Західна Австралія |
| 30°14′ пд. ш. 115°0′ сх. д. / 30.233° пд. ш. 115.000° сх. д. | Індійський океан           | |
| 33°40′ пд. ш. 115°0′ сх. д. / 33.667° пд. ш. 115.000° сх. д. | Австралія                  | Західна Австралія |
| 34°6′ пд. ш. 115°0′ сх. д. / 34.100° пд. ш. 115.000° сх. д.  | Індійський океан           | |
| 60°0′ пд. ш. 115°0′ сх. д. / 60.000° пд. ш. 115.000° сх. д.  | Південний океан            | |
| 66°28′ пд. ш. 115°0′ сх. д. / 66.467° пд. ш. 115.000° сх. д. | Антарктида                 | Проходить через Австралійську антарктичну територію (претендує Австралія)                                             |